# Cancer Research UK
Cancer Research UK (CRUK), tạm dịch: Tổ chức Nghiên cứu Ung thư Vương quốc Liên hiệp Anh, là tổ chức nghiên cứu ung thư độc lập lớn nhất thế giới. CRUK được đăng ký là một tổ chức từ thiện tại Vương quốc Anh và Đảo Man, và được thành lập vào ngày 4 tháng 2 năm 2002 thông qua sáp nhập The Cancer Research Campaign (Chiến dịch Nghiên cứu Ung thư) và Imperial Cancer Research Fund (Quỹ Nghiên cứu Ung thư Hoàng gia). Cancer Research UK tiến hành nghiên cứu bằng cả đội ngũ nhân viên của mình và các nhà nghiên cứu được tài trợ. Tổ chức cũng cung cấp thông tin về bệnh ung thư và thực hiện các chiến dịch nhằm nâng cao nhận thức và tác động đến chính sách công.
Hoạt động của tổ chức này hầu như hoàn toàn được công chúng tài trợ. Tổ chức gây quỹ thông qua các khoản quyên góp, di sản, gây quỹ cộng đồng, sự kiện, quan hệ đối tác bán lẻ và doanh nghiệp. Hơn 25.000 người là tình nguyện viên thường trực.

## Lịch sử hình thành
Imperial Cancer Research Fund (ICRF, tạm dịch: Quỹ Nghiên cứu Ung thư Hoàng gia) được thành lập vào năm 1902 với tên gọi là Cancer Research Fund (Quỹ Nghiên cứu Ung thư) và đổi tên thành Imperial Cancer Research Fund (Quỹ Nghiên cứu Ung thư Hoàng gia) vào năm 1904. Trong 20 năm tiếp theo, tổ chức này đã phát triển để trở thành một trong những tổ chức từ thiện nghiên cứu ung thư hàng đầu thế giới. Ủy ban điều hành do Ngài William Church làm chủ tịch từ khi thành lập vào năm 1902 cho đến năm 1923. Các phòng thí nghiệm hàng đầu của tổ chức trước đây ở Lincoln's Inn Fields, London và Clare Hall, Hertfordshire và được gọi là Viện nghiên cứu ung thư London Vương quốc Anh, hiện là một phần của Viện Francis Crick.
Chiến dịch Ung thư Đế quốc Anh (BECC) được thành lập vào năm 1923 và ban đầu đã vấp phải phản ứng đối nghịch từ ICRF và Hội đồng Nghiên cứu Y khoa, những người xem đây là đối thủ. "Chiến dịch", theo cách gọi thông tục, đã trở thành một tổ chức tài trợ rất thành công và có sức ảnh hưởng lớn. Năm 1970, tổ chức từ thiện này được đổi tên thành Cancer Research Campaign (CRC, Chiến dịch nghiên cứu ung thư).
Cancer Research UK được được đăng ký chính thức với cơ quan quản lý vào ngày 20 tháng 11 năm 2001 sau đó chính thức thành lập do sáp nhập hai tổ chức ICRF và CRC vào ngày 4 tháng 2 năm 2002. Đây là tổ chức nghiên cứu ung thư độc lập lớn nhất thế giới từ lúc thành lập đến nay (tổ chức lớn nhất, Viện Ung thư Quốc gia, được Chính phủ Hoa Kỳ tài trợ). Vào thời điểm sáp nhập, ICRF có thu nhập hàng năm là 124 triệu bảng Anh, trong khi CRC có thu nhập là 101 triệu bảng Anh.
Dựa trên lượt chia sẻ bài viết trong giai đoạn từ tháng 1 năm 2015 đến tháng 8 năm 2019, Nature đã xếp Cancer Research UK vào top 150 trong số 200 tổ chức hàng đầu về nghiên cứu ung thư trên thế giới.
CRUK có thu nhập là 718.793.138 bảng Anh và chi tiêu là 640.845.146 bảng Anh cho năm tài chính kết thúc vào ngày 31 tháng 3 năm 2023.
Vào ngày 30 tháng 4 năm 2024, Vua Charles III được công bố là người bảo trợ cho tổ chức từ thiện này.

## Nghiên cứu

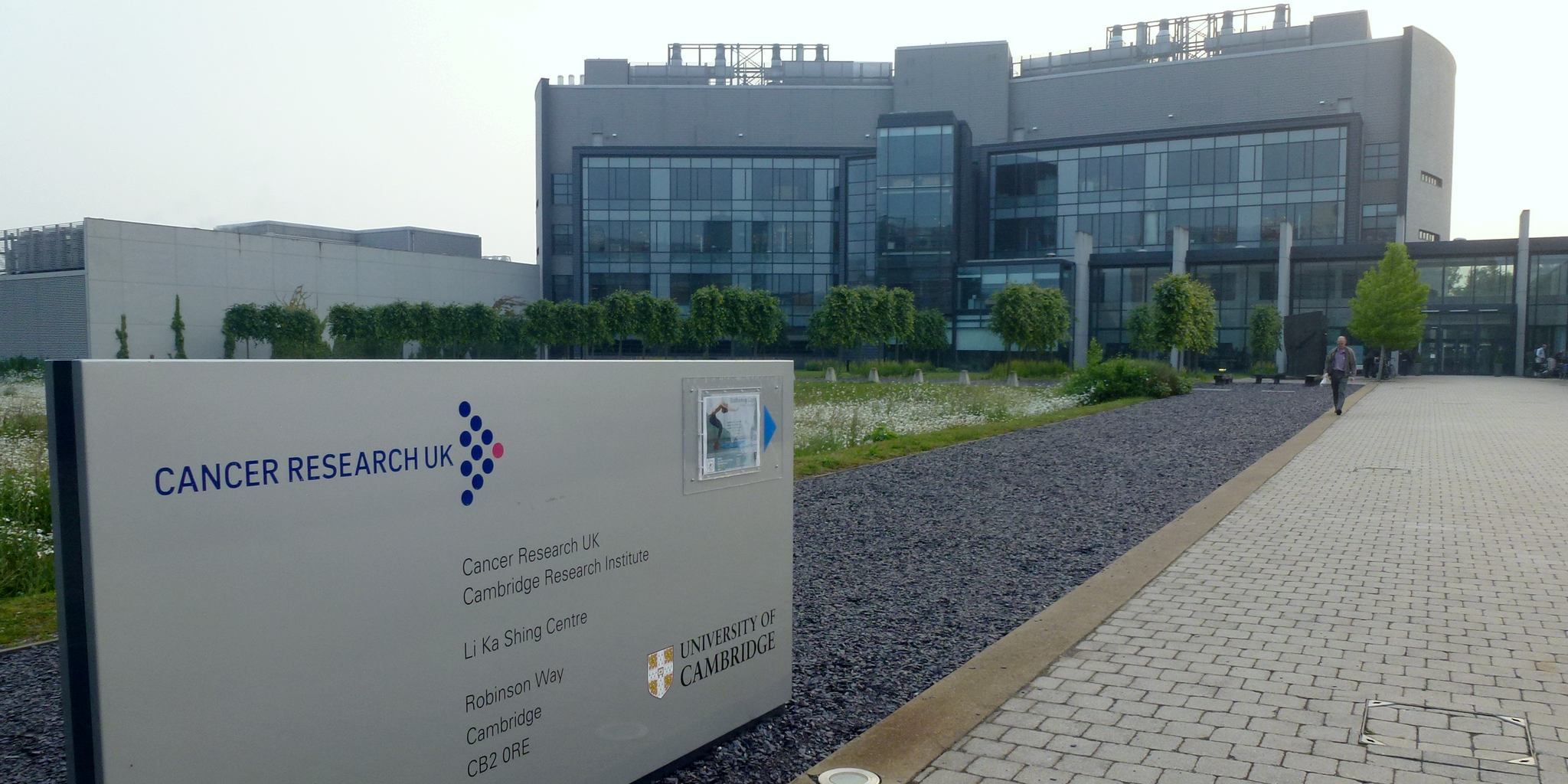
Viện nghiên cứu ung thư Cambridge của Vương quốc Anh.

Trong năm tài chính 2014/15, tổ chức từ thiện này đã chi 422,67 triệu bảng Anh cho các dự án nghiên cứu ung thư (chiếm 67% tổng thu nhập trong năm đó). Phần lớn chi phí còn lại được chi cho phí giao dịch và gây quỹ với một số tiền nhỏ được chi cho các dịch vụ thông tin, chiến dịch, vận động, quản lý và các hoạt động khác hoặc được lưu trữ lại.
Khoảng 40% chi phí nghiên cứu (27% tổng chi phí) là dành cho nghiên cứu cơ bản trong phòng thí nghiệm về cơ sở phân tử của bệnh ung thư. Phần còn lại hỗ trợ nghiên cứu về hơn 100 loại bệnh ung thư cụ thể, tập trung vào cách khám phá và phát triển thuốc; phòng ngừa, hình ảnh y khoa và phát hiện sớm; phẫu thuật và xạ trị; và các loại ung thư có tỷ lệ sống sót vẫn còn thấp, chẳng hạn như ung thư thực quản, phổi và tuyến tụy.
Tổ chức từ thiện này tài trợ cho công trình của hơn 4.000 nhà nghiên cứu, bác sĩ và y tá trên khắp Vương quốc Anh, hỗ trợ hơn 200 thử nghiệm lâm sàng và nghiên cứu bệnh ung thư và rủi ro ung thư trên hơn một triệu người tại Vương quốc Anh.

### Viện nghiên cứu
- Cancer Research UK Scotland Institute (tạm dịch: Viện Nghiên cứu Ung thư Scotland UK, trước đây là Viện nghiên cứu ung thư Beatson UK), trực thuộc Đại học Glasgow và có liên kết với Trung tâm ung thư Beatson Tây Scotland.
- Cancer Research UK Cambridge Institute (tạm dịch: Viện Nghiên cứu Ung thư Cambridge UK), đặt tại Đại học Cambridge, liên kết chặt chẽ Bệnh viện Addenbrooke tại Cơ sở Y sinh Cambridge.
- Cancer Research UK Manchester Institute (tạm dịch: Viện Nghiên cứu Ung thư Manchester UK), trước đây là Viện nghiên cứu ung thư Paterson, đặt tại Đại học Manchester, có liên kết với Bệnh viện Christie.[21][22]

### Đối tác
- Viện Francis Crick, với Hội đồng Nghiên cứu Y khoa và Wellcome Trust.
- Viện Xạ trị Ung thư Oxford, với Hội đồng Nghiên cứu Y khoa.
- Viện Gurdon, với Wellcome Trust.
- Trung tâm Nghiên cứu Ung thư Manchester, được thành lập năm 2006 bởi Đại học Manchester, Cancer Research UK và Christie NHS Foundation Trust.[23]
- Viện Nghiên cứu Ung thư Quốc gia cũng bao gồm Hội đồng Nghiên cứu Y khoa (Anh) và Ung thư Máu UK.[24]
- Bộ Y tế Vương quốc Anh, Wellcome Trust, Dịch vụ Y tế Quốc gia, NICE và Dịch vụ Phân tích và Đăng ký Ung thư Quốc gia của Cơ quan Y tế Công cộng Anh.[25]

### Dự án khoa học công dân
Tổ chức từ thiện tham gia vào nhiều dự án khoa học công dân bao gồm:
- Cell Slider – dự án đầu tiên được thành lập vào năm 2012. Các mẫu khối u ung thư vú lấy từ các nghiên cứu trước đó đã được phân tích thông qua một ứng dụng trên web.
- Play to Cure: Genes in Space – trò chơi di động đầu tiên được phát triển cùng Guerilla Tea, bắt nguồn từ bản mẫu trong một cuộc thi chơi game kéo dài 48 giờ. Người chơi vạch ra các tuyến đường để hướng dẫn một con tàu vũ trụ trong trò chơi, tương ứng với việc phân tích dữ liệu di truyền.[26][27]
- Reverse the Odds – một trò chơi di động dựa trên 'Play to Cure: Genes in Space' nhưng có độ chính xác cao hơn, bao gồm hoàn thành các câu đố và trả lời các câu hỏi về mẫu ung thư phổi và bàng quang.
- The Impossible Line – một trò chơi giải đố trên thiết bị di động phát hiện lỗi di truyền trong dữ liệu ung thư vú, đã cung cấp bằng chứng cho thấy khía cạnh trò chơi làm giảm độ chính xác.
- Trailblazer – một ứng dụng dựa trên web xem xét các mẫu mô để xác định sự có mặt hoặc vắng mặt của các tế bào ung thư.[28]

### Trung tâm nghiên cứu
Tổ chức từ thiện này tài trợ cho các mạng lưới tại bảy địa điểm trên khắp Vương quốc Anh, nhằm thúc đẩy sự hợp tác giữa các trường đại học, bệnh viện NHS và các tổ chức nghiên cứu khác. Tính trạng trung tâm được trao cho các địa điểm thực hiện nghiên cứu ung thư chất lượng cao nhất, để cung cấp kinh phí cho thiết bị và đào tạo. Tính trạng trung tâm đã được chỉ định cho:
- Cambridge: Đại học Cambridge.
- Thành phố London: Đại học Nhà vua London, Cao đẳng London, Viện Ung thư Barts, Viện Francis Crick.
- Khoa học hỗn hợp: Imperial College London và Viện nghiên cứu ung thư.
- Manchester: Đại học Manchester.
- Newcastle: Đại học Newcastle.
- Oxford: Đại học Oxford.
- Scotland: Đại học Edinburgh và Đại học Glasgow.

### Thành tựu và tác động
Các loại thuốc được khoa học gia của tổ chức phát triển bao gồm:
- Cisplatin và carboplatin, thuốc hóa trị liệu gây độc tế bào được phát hiện tại Viện Nghiên cứu Ung thư ở London.[30]
- Abiraterone, một loại thuốc điều trị ung thư tuyến tiền liệt được phát hiện tại Viện Nghiên cứu Ung thư ở London.[31]
- Temozolomide, có tác dụng đối với bệnh u nguyên bào thần kinh đệm, được các khoa học gia CRUK tại Đại học Aston phát hiện.[32]
- Rucaparib, một loại thuốc ức chế PARP được các nhà khoa học CRUK phát hiện bao gồm Ruth Plummer tại Viện nghiên cứu ung thư miền Bắc.[33]
- Tamoxifen, một liệu pháp hormone được sử dụng để điều trị ung thư vú và giảm nguy cơ tái phát.[34]

Một số nhà khoa học của tổ chức đã giành được những giải thưởng lớn, bao gồm:
- Tomas Lindahl: một trong ba người nhận Giải Nobel Hóa học năm 2015, cho các nghiên cứu cơ chế về sửa chữa DNA,[35][36] đã gia nhập tổ chức với tư cách là nhà nghiên cứu vào năm 1981 và từ năm 1986 là Giám đốc đầu tiên của viện nghiên cứu Clare Hall tại Hertfordshire, từ năm 2015 trở thành một phần của Viện Francis Crick.
- Paul Nurse và Tim Hunt: nhận Giải Nobel Sinh lý học hoặc Y khoa năm 2001, cho công trình bắt đầu tại Viện Nghiên cứu London.[37]
- Renato Dulbecco: người nhận Giải Nobel Sinh lý học hoặc Y khoa năm 1975, khi là phó giám đốc của Quỹ Nghiên cứu Ung thư Hoàng gia lúc bấy giờ.[38]

## Các hoạt động từ thiện khác

### Dịch vụ thông tin
Thông qua Cancer Health UK, một trang web được viết bằng tiếng Anh phổ thông, trang web này cung cấp thông tin về bệnh ung thư và cách chăm sóc bệnh nhân ung thư, cũng như cơ sở dữ liệu thử nghiệm lâm sàng độc đáo. Một nhóm y tá cung cấp dịch vụ điện thoại bảo mật, diễn đàn Cancer Chat cung cấp nơi để người dùng trò chuyện với những người khác bị mắc bệnh ung thư và các đơn vị nâng cao nhận thức về ung thư di động cung cấp thông tin sức khỏe đến những địa điểm có tỷ lệ mắc và tử vong do ung thư cao. Cung cấp thông tin thống kê thông qua mục Thống kê về ung thư. Ngoài ra, web còn cung cấp các ấn phẩm để công chúng đặt hàng và tải xuống.
Cancer Research UK xuất bản tạp chí y khoa chuyên môn hai tuần một lần, Tạp chí Ung thư Anh.

### Ảnh hưởng đến chính sách công
Tổ chức từ thiện này đã nỗ lực để đưa ra lệnh cấm hút thuốc ở Anh và tiếp tục chiến dịch vận động mạnh mẽ hơn nữa về vấn đề hút thuốc. Tổ chức này vận động hành lang để có các chương trình sàng lọc tốt hơn và tư vấn về cách tiếp cận các loại thuốc điều trị ung thư mới.

## Nguồn tài trợ

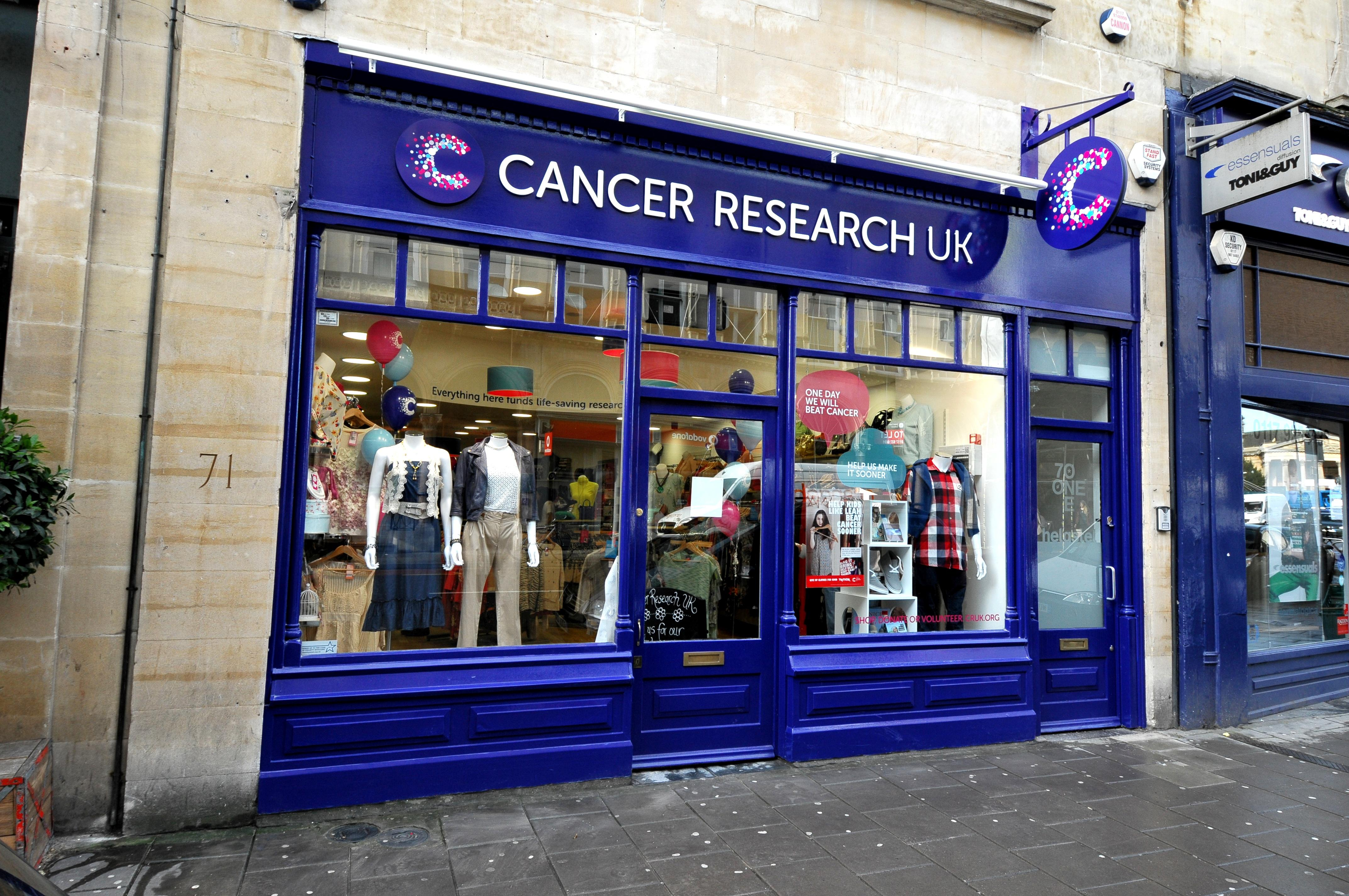
Một cửa hàng từ thiện của Cancer Research UK tại Bristol.